# Varencya mocquerysi
Varencya mocquerysi är en skalbaggsart som beskrevs av Dewailly 1950. Varencya mocquerysi ingår i släktet Varencya och familjen Melolonthidae. Inga underarter finns listade i Catalogue of Life.